# Platja d'en Robert
La platja d'en Robert és una platja del municipi del Port de la Selva (Alt Empordà), situada en una zona urbanitzada entre la platja de Cap de Bol, al sud, i la platja del Racó del Bell Fons, del municipi de Llançà, al nord. Orientada al nord, està formada per sorra i graves de color grisós. Té una longitud de 48 m i una amplada mitjana de 24 m. S'hi accedeix des del camí de ronda baixant per unes escales de fusta. Davant de la platja hi ha l'illa de les Planasses d'en Robert.